# Salonique, nid d'espions
Pour les articles homonymes, voir Salonique, Nid d'espions et Mademoiselle Docteur.
Pour plus de détails, voir Fiche technique et Distribution.
Salonique, nid d'espions, ou  Mademoiselle Docteur, est un film d'espionnage français réalisé par Georg Wilhelm Pabst, sorti en 1937.

## Synopsis
Pendant la Première Guerre mondiale, Mademoiselle Docteur est Anne-Marie Lesser, espionne allemande insaisissable. Envoyée en mission à Salonique, elle se tire des situations les plus désespérées avec une tranquillité hautaine que vient cependant diminuer l'attachement qu'elle a conçu pour un jeune officier français du Deuxième Bureau.

## Fiche technique
- Titre : Mademoiselle Docteur
- Titre de ressortie : Salonique, nid d'espions
- Réalisation : Georg Wilhelm Pabst
- Scénario : Irma von Cube, Leo Birinski, Herman J. Mankiewicz
- Adaptation : Georges Neveux, Jacques Natanson
- Dialogue : Jacques Natanson
- Images : Eugen Schüfftan
- Cadreur : Paul Portier
- Décors : Serge Pimenoff, Robert Hubert
- Costumes : Georges Annenkov
- Musique : Arthur Honegger, Casimir Oberfeld (pour la chanson)
- Chef d'orchestre : Maurice Jaubert
- Paroles : Louis Poterat pour la chanson « À quoi pensez-vous ? »
- Son : Robert Teisseire
- Assistant réalisateur : André Michel
- Montage : Mark Sorkin, Louisette Hautecoeur
- Conseiller militaire : Le commandant R. Hoffman et M. Petit
- Production : Romain Pinès
- Société de production : Les Films Trocadéro (France)
- Directeur de production : Constantin Geftman
- Distribution : Les Artistes Associés S.A
- Lieu de tournage : studios Pathé, à Joinville-Le-Pont
- Tirage : Pathé Cinéma
- Pays de production :  France
- Langue originale : français
- Format : noir et blanc — 35 mm — son : mono (R.C.A Photophone)
- Genre : espionnage, guerre
- Durée : 116 min
- Date de sortie : 13 avril 1937 (Paris)

## Distribution
- Louis Jouvet : le commandant Simonis, l'agent allemand
- Dita Parlo : Anne-Marie Lesser dite : Mlle Docteur
- Viviane Romance : Gaby, la chanteuse de cabaret
- Charles Dullin : le colonel Matthésius
- Pierre Fresnay : le capitaine Georges Carrère
- Pierre Blanchar : Grégor Courdane alias : Condoyan
- Roger Karl : le colonel Bourget
- Georges Colin : le major Jacquart
- Ernest Ferny : le capitaine Louvier
- Jean-Louis Barrault : le client fou
- Gaston Modot : le patron du café
- Marcel Lupovici : Alexandre, un agent de Simonis
- Jacques Henley : le consul des États-Unis
- René Bergeron : le grec qui vend sa voiture
- Robert Manuel : un invité au consulat
- Léon Larive : le gros acheteur
- Robert Seller : le garçon de café
- Charlotte Barbier-Krauss : la tenancière
- Marguerite de Morlaye : la dame de la croix-rouge
- Georges Péclet : Grégorieff
- André Siméon : un joueur de cartes
- Hugues de Bagratide : un joueur au tripot
- Dorville : le planton endormi
- Franck Maurice : un homme de main
- Pierre Ferval : un soldat
- Jacques Beauvais : le chef de réception
- Lucien Desagneaux : un marin au tripot
- Pierre-Louis : Un jeune homme au café
- Robert Ozanne : un officier français
- Teddy Michaud : un joueur de cartes
- Albert Malbert
- Louis Vonelly
- Jacques Erwin
- John Abbott
- Edward Lexy

## Production
Le film s'inspire de la vie et des activités d'espionnage d'Elsbeth Schragmüller, dite Fräulein Doktor, durant la Première Guerre mondiale. En cette même année 1937, le film a fait l'objet, outre-Manche, d'un remake intitulé Mademoiselle Docteur (Under Secret Orders aux États-Unis) réalisé par Edmond T. Gréville, avec également Dita Parlo dans le rôle-titre.
Deux autres films ont eu pour héroïne cette figure des services secrets : 
- L'Espionne Fräulein Doktor (1934) de Sam Wood, avec Myrna Loy dans le rôle-titre
- Fräulein Doktor (1969) d'Alberto Lattuada, avec Suzy Kendall dans le rôle-titre